# 東元捷德科技
東元捷德科技（TECO Smart Technologies Co., Ltd.），簡稱TST，為台灣智慧卡製造/應用解決方案的公司之一，由東元電機與德國Giesecke & Devrient於2001年共同投資設立，工廠位於桃園市觀音區，為一家經過EMV認證之國際級智慧卡製造商，主要以生產磁帶式、接觸式以及RFID非接觸式卡智慧卡為主，因先前得標健保卡製卡以及得標數位身分證爭議不斷, 已於2022年由母公司東元電機合併成為旗下事業部門。

## 外部連結
- 東元捷德 （页面存档备份，存于）